# Alejandro Furia
Alejandro David Furia Cabral (Melo, Uruguay, 15 de marzo de 1994) es un futbolista uruguayo. Juega de lateral derecho y su equipo actual es el Huracán, de la Primera División Amateur de Uruguay, tercera categoría del fútbol uruguayo.

## Trayectoria
En sus inicios, militó para el Club Atlético Peñarol, donde realizó todas las divisiones formativas.
De allí fue cedido a préstamo por un año a Central Español Fútbol Club, de la Segunda División Profesional de Uruguay .
En la temporada siguiente firmó con el recientemente ascendido a la Primera División de Uruguay, el Club Plaza Colonia de Deportes, donde se coronó Campeón del Torneo Clausura con una fecha de anticipación. Este fue un hecho histórico para el Club "Patablanca" ya que por primera vez logró alcanzar un título de Primera División. En consecuencia, obtuvo además su primera clasificación a una copa internacional (la Copa Conmebol Sudamericana).
Posteriormente fue contratado por Quilmes Atlético Club, de la Primera B Nacional de Argentina.
Al año siguiente volvió a Uruguay para militar en las filas de Rampla Juniors Fútbol Club.
Luego regresó al club que lo vio debutar profesionalmente, Central Español Fútbol Club.

## Selección nacional juvenil
Ha sido internacional con la Selección Sub-17 uruguaya en varias ocasiones, participando en el Sudamericano de Ecuador 2011 y en la Copa Mundial de México 2011, consiguiendo el vicecampeonato en ambos torneos.

#### Participaciones en juveniles
| Competición                            | Sede    | Resultado  |
| -------------------------------------- | ------- | ---------- |
| Campeonato Sudamericano Sub-17 de 2011 | Ecuador | Subcampeón |
| Copa Mundial Sub-17 de 2011            | México  | Subcampeón |

## Clubes
| Club                | País                | Año                 | PJ  | G  | Prom. |
| ------------------- | ------------------- | ------------------- | --- | -- | ----- |
| Central Español     | Uruguay             | 2014 - 2015         | 22  | 0  | 0,00  |
| Plaza Colonia       | Uruguay             | 2015 - 2017         | 37  | 2  | 0,05  |
| Quilmes             | Argentina           | 2017 - 2018         | 0   | 0  | 0,00  |
| Rampla Juniors      | Uruguay             | 2018                | 5   | 0  | 0,00  |
| Central Español     | Uruguay             | 2019 - 2020         | 11  | 0  | 0,00  |
| Huracán (PdlA)      | Uruguay             | 2021 - 2022         | ?   | ?  | ?     |
| Deutscher           | Uruguay             | 2022 - Presente     | ?   | ?  | ?     |
| Total en su carrera | Total en su carrera | Total en su carrera | +75 | +2 | ?     |

## Palmarés

### Títulos nacionales
| Título          | Equipo        | País    | Año  |
| --------------- | ------------- | ------- | ---- |
| Torneo Clausura | Plaza Colonia | Uruguay | 2016 |